# Christophe Tarkos
Christophe Tarkos, né Jean-Christophe Ginet le 5 décembre 1963 à Martigues et mort le 29 novembre 2004 dans le 12e arrondissement de Paris, est un poète français.

## Biographie

### Origines et formation
Jean-Christophe Ginet naît le 5 décembre 1963 à Martigues (bien que certaines sources indiquent Marseille). D'après Jean-Michel Espitallier, il serait d'origine maltaise. On lui connaît plusieurs pseudonymes, dont celui de Christophe Tarkos.
Titulaire d'un CAPES (de lettres ou de documentation,) mais n'étant pas fait pour l'Éducation nationale, il s'installe à Paris en 1990 et devient gardien de nuit dans une usine. À la même époque, il se convertit au judaïsme.

### Carrière
Sa poésie s'inscrit dans le projet général de vivifier et de défendre la langue française. Sa pratique poétique est étroitement associée à une réflexion sur le langage.
Il participa au renouvellement de la poésie en France en multipliant les interventions publiques. Il créa avec Stéphane Bérard et Nathalie Quintane la revue RR53, puis avec Katalin Molnàr la revue Poèzie Prolétèr, ainsi que, avec Charles Pennequin et Vincent Tholomé, la revue Facial, qui ne comporte qu'un seul numéro mais dont l'influence fut très nette chez certains jeunes poètes. Tarkos a également participé de près à l'élaboration de la revue Quaderno, avec son ami Philippe Beck. Il fut en outre proche de la revue Java où il publia de nombreux textes.

### Mort et obsèques
Christophe Tarkos meurt d'une tumeur du cerveau le 30 novembre 2004 dans le 12e arrondissement de Paris, à l'âge de 41 ans,,. Il est inhumé au cimetière du Montparnasse (division 1, section 1, ligne 4 sud, 17 et 18 ouest).

### Hommage posthume
En février 2022, le Centre international de poésie Marseille (cipM) et le Fonds régional d'art contemporain (FRAC) de Provence-Alpes-Côte d'Azur organisent la « première exposition monographique d'ambition rétrospective » consacrée à la poésie de Christophe Tarkos. Les commissaires de l'exposition, David Christoffel et Alexandre Mare sont aussi les éditeurs des volumes Le Kilo et autres inédits ainsi que de Morceaux choisis et autres morceaux choisis publiés aux éditions P.O.L,,,. L'exposition réunit des livres, revues, documents écrits originaux, documents audio et vidéo des performances du poète. En octobre 2024, une seconde exposition, intitulée 247 euros de photocopies,, avec les mêmes commissaires, à la galerie Duchamp, à Yvetot, propose une exploration de l’œuvre de Tarkos en invitant le public à la « photocopier » : dessins, textes, enregistrements sonores sont ainsi possiblement reproductibles.

## Œuvres

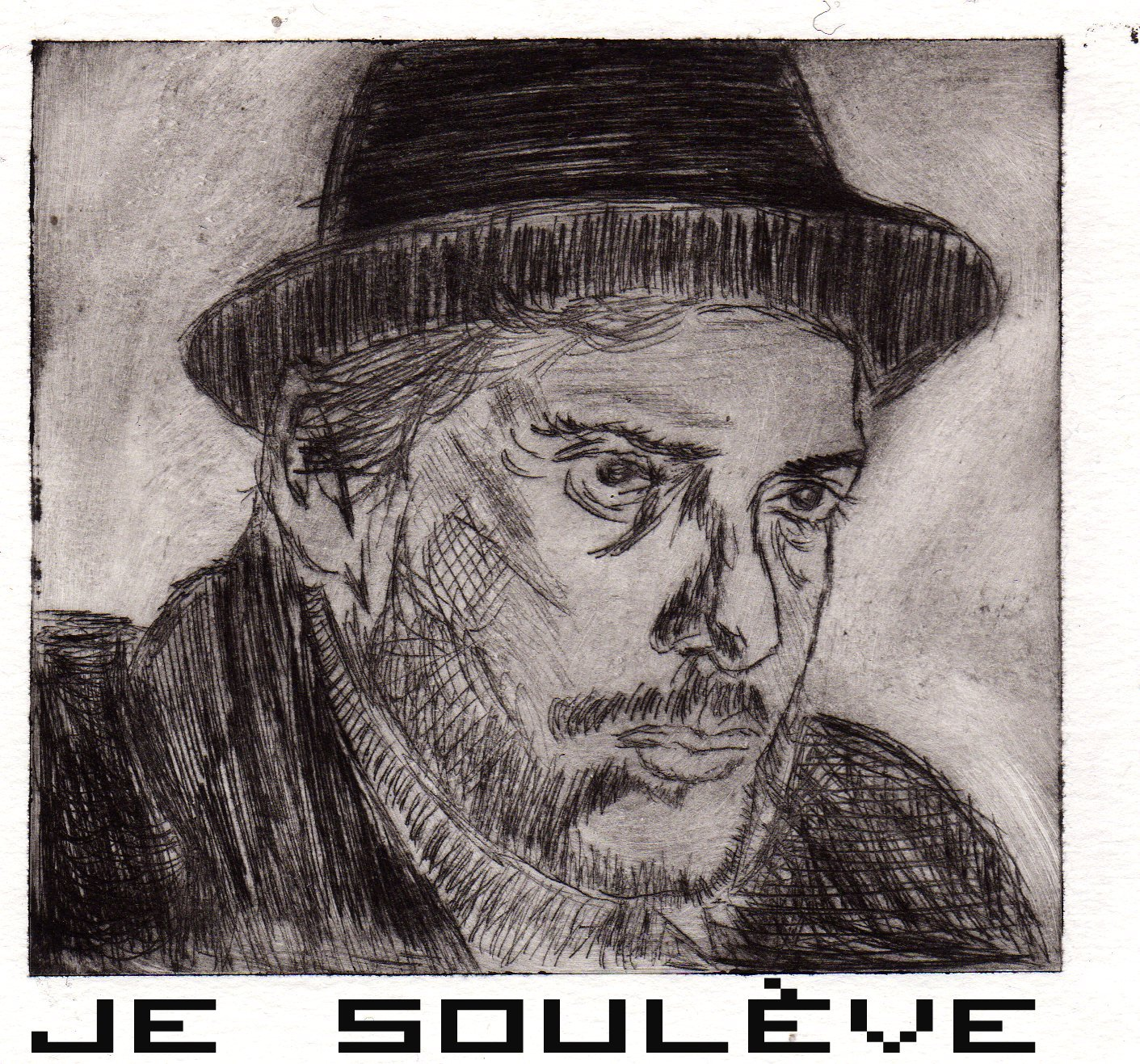
Gravure de Charles Pennequin.

- L’oiseau vole, Éditions L’Évidence, Fontenay-sous-Bois (1995)
- Morceaux choisis, Éditions Les contemporains favoris, Arras (1995)
- Damier, Éditions AIOU, Saint-Étienne-Vallée-Française (1996)
- Le train, Éditions Suel, Berguette (1996)
- Expressif, Éditions Cactus (1996)
- Oui, Al Dante (1996)
- Processe, Ulysse Fin de Siècle (1997)
- Farine, AIOU (1997)
- Pupe, Muro Torto (1997)
- Le sac, Suel (1997)
- Le Bâton, Al Dante (1998)
- Caisses, P.O.L (1998)
- La Valeur sublime, Le Grand Os (1998)
- L’hypnotiseur soigne, Éditions Secrètes (1998)
- Le pot, Éditions Derrière la salle de bains (1999)
- Le Signe =, P.O.L (1999)
- L’Argent, Al Dante (1999)
- Dix ronds, Éditions Contre-Pied (1999)
- La Cage, Al Dante (1999)
- Je m’agite, Mir-X-presse (1999)
- Ma langue (I Carrés, II Calligrammes et III Donne), Al Dante/Niok (2000)
- PAN, P.O.L (2000)
- Calligrammes de Caen, Caen : École des Beaux-Arts de Caen (2000)
- Anachronisme, P.O.L (2001)

### Posthumes
- Le Kilo et autres inédits, éditions P.O.L, 10 février 2022, 800 p. (ISBN 978-2818054444).
- Morceaux choisis et autres morceaux choisis, éditions P.O.L, octobre 2024, 736 p.
- Les Calligrammes de Caen, éditions Cactus, novembre 2024, 30 p. avec un entretien de Thierry Weyd et Alexandre Mare.

### Rééditions
- Écrits poétiques (Oui, L’Argent, Donne, etc.), P.O.L (2008)
- Le baroque, Al Dante (2009)
- L’Enregistré (CD, DVD - enregistrements audios et vidéos - et transcriptions), P.O.L (2014)
- Writing the Real: A Bilingual Anthology of Contemporary French Poetry (traducteur Jérôme Game), Enitharmon Press (2016)

#### Bases de données et dictionnaires
- Ressources relatives à la littérature :   - Centre international de poésie Marseille
  - Poetry International Web
  - Printemps des poètes
- Ressource relative au spectacle :   - Les Archives du spectacle
- Ressource relative à plusieurs domaines :   - Radio France
- Notice dans un dictionnaire ou une encyclopédie généraliste :   - Den Store Danske Encyklopædi
- Notices d'autorité :   - VIAF
  - ISNI
  - BnF (données)
  - IdRef
  - LCCN
  - GND
  - Italie
  - Pays-Bas
  - Norvège
  - WorldCat

#### Autres liens externes
- Christophe Tarkos à écouter sur le site des Éditions Cactus
- Ma langue de Christophe Tarkos
- Article de Christian Prigent (1995) à propos de Christophe Tarkos sur le site Poésie élémentaire
- Entretiens de David Christoffel avec Christophe Tarkos (1998)
- Christophe Tarkos sur Remue.net